# Premier commis
Les premiers commis ou « principaux commis » composent, sous l'Ancien Régime, l'essentiel de l'entourage rapproché des secrétaires d'État, surintendants et contrôleurs généraux. Aidés de simples commis-scribes et au sein de bureaux ou de départements, c'est sur eux que « le gros des affaires roulait ». 

## Commis connus
- Paul II Ardier
- Charles-Hilaire Piet de Beaurepaire
- Nicolas-Louis Le Dran
- Jacques Masson